# تشاك هولمز (مخرج)
تشاك هولمز (بالإنجليزية: Chuck Holmes)‏ هو منتج أفلام ومخرج أمريكي، ولد في 5 مايو 1945 في تير هوت في الولايات المتحدة، وتوفي في 9 سبتمبر 2000 في سان فرانسيسكو في الولايات المتحدة.

## وصلات خارجية
- تشاك هولمز على موقع IMDb (الإنجليزية)